# Saint-Pierre-Eynac
Saint-Pierre-Eynac – miejscowość i gmina we Francji, w regionie Owernia-Rodan-Alpy, w departamencie Górna Loara.
Według danych na rok 1990 gminę zamieszkiwało 775 osób, a gęstość zaludnienia wynosiła 32 osoby/km² (wśród 1310 gmin Owernii Saint-Pierre-Eynac plasuje się na 286. miejscu pod względem liczby ludności, natomiast pod względem powierzchni na miejscu 331.).